# Dingo Bells
DINGO (antiga Dingo Bells) é uma banda brasileira de Indie rock formada em Porto Alegre, Rio Grande do Sul.

## História
A banda se formou em Porto Alegre, Rio Grande do Sul. Gravado por meio de financiamento coletivo, o disco independente Maravilhas da Vida Moderna venceu o Prêmio Açorianos nas categorias "Compositor Pop" e "Projeto Gráfico".
O álbum Todo Mundo Vai Mudar foi eleito o 31º melhor disco brasileiro de 2018 pela revista Rolling Stone Brasil e um dos 25 melhores álbuns brasileiros do primeiro semestre de 2018 pela Associação Paulista de Críticos de Arte.
No dia 12 de setembro de 2022, a banda anunciou a troca de nome: de Dingo Bells para apenas DINGO.
No mesmo ano foram lançados os singles Doce Delírio & Desconstrução do Ser e Parabólicas & Eu Cheguei de Longe. No dia 8 de novembro, a banda lançou o seu terceiro álbum de estúdio: A Vida É Uma Granada pelo Selo Rockambole.

## Discografia[5]
| Ano  | Título                     | Gravadora    | Formato     |
| ---- | -------------------------- | ------------ | ----------- |
| 2015 | Maravilhas da Vida Moderna | Independente | CD, Digital |
| 2018 | Todo Mundo Vai Mudar       | Independente | CD, Digital |
| 2022 | A Vida é Uma Granada       | Rockambole   | Digital     |

| Ano  | Título          | Gravadora    | Formato |
| ---- | --------------- | ------------ | ------- |
| 2020 | Para pra Pensar | Independente | Digital |
| 2020 | Acústico        | Independente | Digital |

| Ano  | Título                              | Gravadora    | Formato |
| ---- | ----------------------------------- | ------------ | ------- |
| 2013 | Lobo do Mar (com Hélio Flanders)    | Independente | Digital |
| 2015 | Mistério dos 30                     | Independente | Digital |
| 2020 | Antes de Dormir                     | Independente | Digital |
| 2022 | Doce Delírio & Desconstrução do Ser | Rockambole   | Digital |
| 2022 | Parabólicas & Eu Cheguei de Longe   | Rockambole   | Digital |

| Ano  | Título                                     | Gravadora    | Formato |
| ---- | ------------------------------------------ | ------------ | ------- |
| 2018 | Dingo Bells no Estúdio Showlivre (Ao Vivo) | Independente | Digital |

## Integrantes
- Rodrigo Fischmann (voz e bateria)
- Diogo Brochmann (guitarra e voz)
- Felipe Kautz (baixo e voz)
- Fabricio Gambogi (guitarra e arranjos)